# Szép Ernő

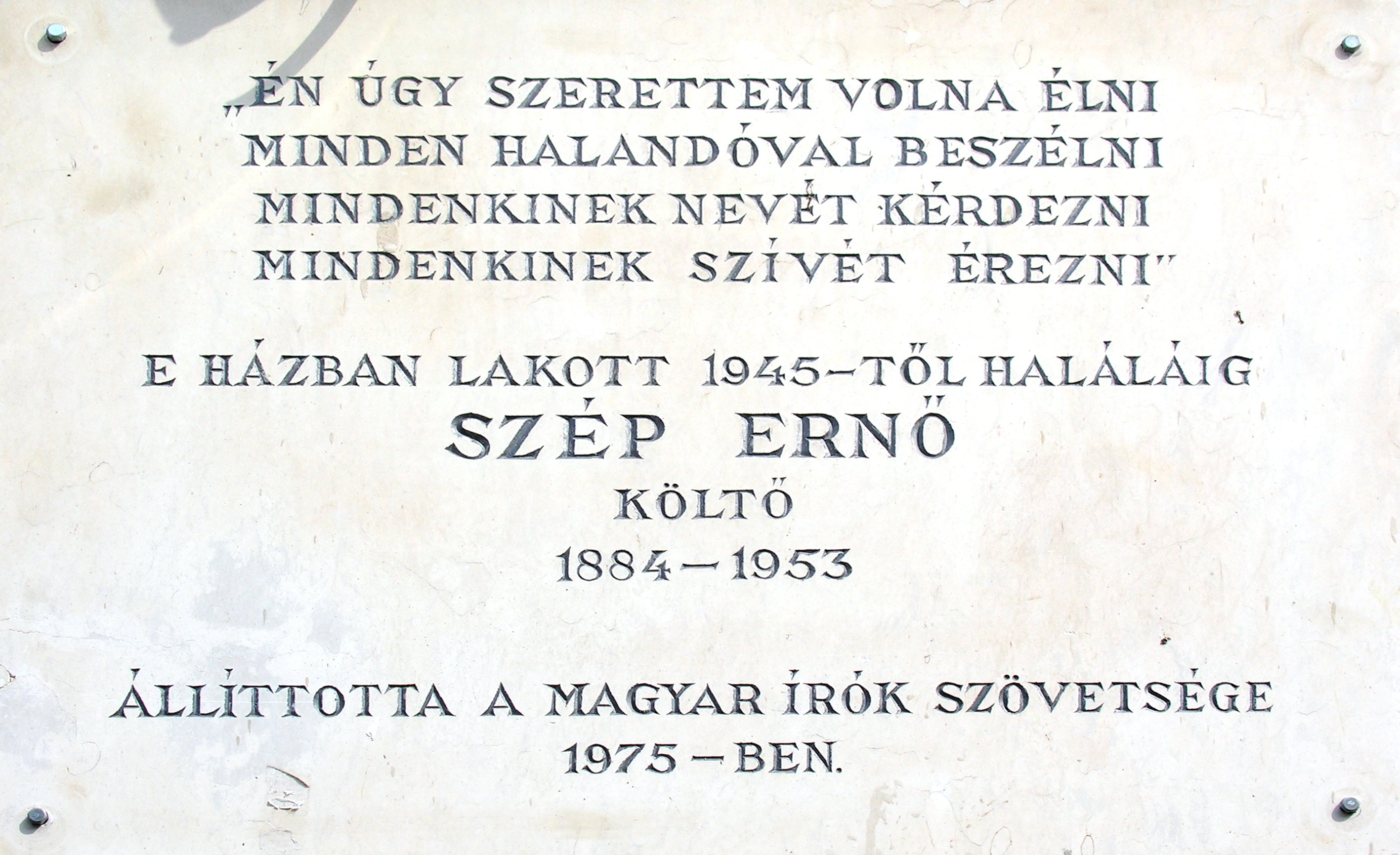
Szép Ernő emléktáblája egykori lakhelyén, a Liszt Ferenc tér 11. szám alatt

Szép Ernő (Huszt, 1884. június 30. – Budapest, 1953. október 2.) magyar költő, regényíró, újságíró, színpadi szerző, elbeszélő.

## Élete
Schön Sámuel és Lőwenstein Matild varrónő fiaként született a Máramaros vármegyei Huszton. Apja 1888-tól néptanító volt Hajdúszoboszlón, az izraelita iskolában, ahol elemi osztályait Ernő is járta. Középiskolai tanulmányait ugyancsak ebben a városban kezdte (1894–96), majd Debrecenbe költözésük után az ottani Kossuth utcai algimnáziumban folytatta (1896–99) és a mezőtúri Tisza István Református Gimnáziumban fejezte be (1902). Az utolsó évben magántanuló volt, érettségi vizsgát nem tett. 1902-ben megjelent Első csokor című verseskötete.
Budapestre költözése után csak írásaiból élt A Hét, a Budapesti Napló (1903–1910), majd Az Est (1910–1925) munkatársaként. 1907-től a fővárosi Cabaret Bonbonnière állandó szerzője volt. 1908-tól rendszeresen publikált a Nyugatban. A hazai kabaréirodalom úttörőjeként behatóan foglalkozott a sanzon műfajával (Kabaret-dalok, 1909). Medgyaszay Vilmát (1885–1972) a neki írt dalai tették országosan ismert színésznővé. Eleinte a festészet, a rajzolás és a művészettörténet iránt is érdeklődött, írt néhány képzőművészeti kritikát, leginkább Szinyei Merse Pál munkáiról. Babits Mihály és a Nyugat költői 1912-ben megjelent, Énekeskönyv c. verseskötete elismeréseképpen maguk közé fogadták. Jó kapcsolatban volt Adyval is. 1914-ben önként jelentkezett az I. világháborúba betegápolónak és haditudósítónak. A békeévekben bohém agglegényéletet élt: ami pénze volt, elutazgatta, elszórakozta. A nagyvárosi lét magányát, elidegenedését rajzolta meg írásaiban. Színdarabjait sikerrel játszották a Monarchia városaiban, Patika c. darabját (bemutató: 1920) azonban antiszemita hecckampány és botrányok kísérték, emiatt a szerző egy évre Bécsbe emigrált. 1925-től Az Újság szerkesztőjeként a polgári liberális eszmék szószólója volt.
1944-ben a zsidótörvények és a háború miatt el kellett hagynia margitszigeti otthonát, ahol 33 éven át lakott. Augusztusban egy „csillagos ház”-ba internálták, ahonnan azonban a svéd követség mentelmi útlevelével rövid időre kiszabadult. Október 20-án a nyilasok munkaszolgálatra hurcolták, de november elején elbocsátották. Viszontagságait az Emberszag című kötetében írta meg (1945).
1948 után szegénységben élt. Írói rangjának és munkásságának elismeréséül a Petőfi Társaság beválasztotta tagjai közé.
1953 őszén hunyt el, gyomorrákban. A Kozma utcai izraelita temetőben helyezték örök nyugalomra. Sírjának obeliszkjén a maga költötte mottó áll: „de gyönyörű, de boldog ünnepre voltam híva.”

## Művei

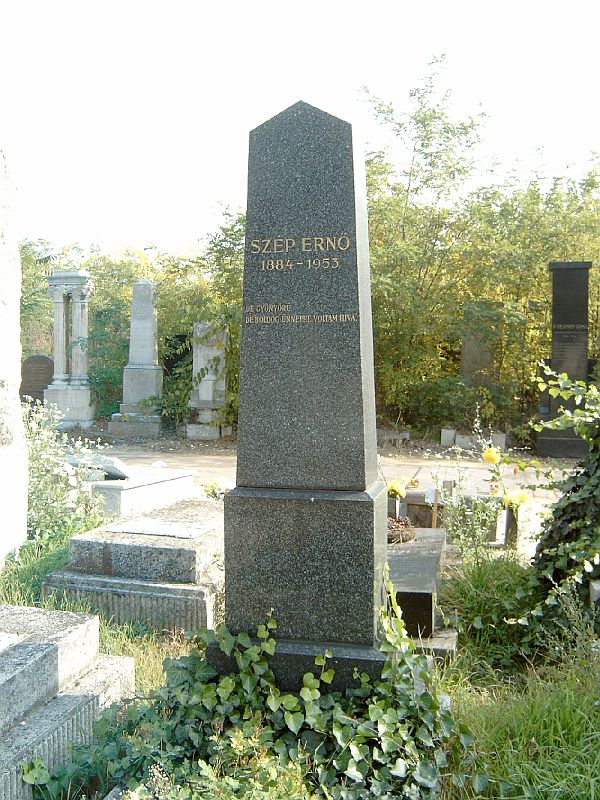
Szép Ernő sírja a Kozma utcai izraelita temetőben: 5B-10-28

- Első csokor. Költemények és műfordítások; Braun Ny., Mezőtúr, 1902
- Kabaret-dalok; Schenkl, Bp., 1909 (Mozgó könyvtár)
- Kucséber kosár; Nyugat, Bp., 1911 (Nyugat könyvtár)
- Énekeskönyv; Nyugat, Bp., 1912
- Irka-firka; Franklin, Bp., 1913
- Az egyszeri királyfi; Franklin, Bp., 1914
- Sok minden; Athenaeum, Bp., 1914
- Élet, halál; karcolatok, 1916
- Emlék; Pallas Ny., Bp., 1917
- Egy kis színház; Dick, Bp., 1917
- Kávécsarnok; dráma, 1917
- A jázminok illata; Tevan, Békéscsaba, 1917
- Kenyér; Légrády, Bp., 1917 (Az Érdekes Újság könyvei)
- Május; dráma, 1918
- Lila ákác. Egy fővárosi fiatalember regénye; Athenaeum, Bp., 1919 (1934-ben filmadaptáció is készült belőle, rendezte Székely István)
- Október; Rózsavölgyi, Bp., 1919
- Patika (színdarab); Athenaeum, Bp., 1919 (Korunk mesterei)
- Régi kedvünk. Szép Ernő krónikás versei; Pallas, Bp., 1919
- Szilágyi és Hajmási. 3 kis színpadi munka; Athenaeum, Bp., 1920 (Korunk mesterei)
- Szegény, grófnővel álmodott; Hellas, Bécs, 1921
- Az Isten is János; Pegazus, Bécs, 1921 (Kis magyar könyvek)
- Magyar könyv. Egy csapat elbeszélés; szerzői, Bécs, 1921
- A világ. Versek; szerzői, Bécs, 1921
- Hetedikbe jártam; Libelli, Bécs, 1922
- Vőlegény; Pegazus, Lipcse–Bécs, 1922
- Kétfelől angyal. Új novellák; Bécs, 1922 (Új modern könyvtár)
- Bűneim; Athenaeum, Bp., 1924
- Elalvó hattyu. Szép Ernő válogatott versei; Amicus, Bp., 1924
- Hetedikbe jártam; Grill, Bp., 1926 (A toll mesterei)
- Egy falat föld, egy korty tenger; Lampel, Bp., 1927 (Magyar könyvtár)
- Valentine. Regény; Singer–Wolfner, Bp., 1927
- Május. Színmű; Singer–Wolfner, Bp., 1928 (A magyar irodalom jelesei)
- Jó szó. Versek; Singer–Wolfner, Bp., 1929
- Azra. Mese; Singer–Wolfner, Bp., 1930
- A Hortobágy; rajz: Mühlbeck Károly; Singer–Wolfner, Bp., 1930
- Aranyóra. Mese; Singer–Wolfner, Bp., 1931
- Lila akác. Egy pesti fiú históriája; Pantheon, Bp., 1932
- Dali dali dal; Pantheon, Bp., 1934 (Jó könyvek)
- Ádámcsutka; Athenaeum, Bp., 1935
- Szívdobogás; színmű, 1936
- Szeretném átölelni a világot; Athenaeum, Bp., 1936
- Édes. Egy gyerek históriája, aki nagyon szerette a cukorkát. Serdülő fiúknak, lányoknak írta Szép Ernő; Dante, Bp., 1937
- Háromlevelű lóhere; dráma, 1937
- Mátyás király tréfái; összegyűjtötte Sz. E , képekkel ékesítette Kolozsvári Sándor; Dante, Bp., 1937
- Ballet. Elbeszélések; Singer–Wolfner, Bp., 1938 (Szép könyvek)
- A tajtékpipa története; Kner Ny., Gyoma, 1938
- A Kecskeméti Ref. Gr. Tisza István Gimnázium ifjúsági könyvtárának könyvtárjegyzéke; összeáll. Sz. E.; Tisza István Gimnázium, Kecskemét, 1938
- Szép Ernő összes költeményei (1908–1938); Athenaeum, Bp., 1938
- A negyedik nyúlláb; Grünberger Ny., Balassagyarmat, 1940
- Úrinóta. Ötven bánatos és jókedvű chanson; Rózsavölgyi, Bp., 1940
- Mátyás király tréfái; Dante, Bp., 1940
- Felnőtteknek; Hungária, Bp., 1941 (Tábor könyvek)
- Kassák Lajos: Tavaszi felhők / Nagy Lajos: Prof. Csizmadia / Szántó György: Erdélyi biedermeier / Sz. E.: Karacsné nagyasszony; Grafika Ny., Nagyvárad, 1942 (Örök betűk)
- Zümzüm; May Ny., Bp., 1942
- Emberszag; Keresztes, Bp., 1945
- Czüpős Kis János; Szikra, Bp., 1947 (Szikra regénytár)
- Jósika Miklós: Abafi; eredeti szöveg lerövid., jegyz. Sz. E.; Püski, Bp., 1948
- Vétkeztem. Válogatott elbeszélések; Szépirodalmi, Bp., 1951
- Úriemberek vagyunk. Válogatott elbeszélések; vál., bev. Réz Pál; Magvető, Bp., 1957
- Gyereknek való…; versek, 1958
- Add a kezed! Összegyűjtött versek; bev., sajtó alá rend. Hatvany Lajos; Szépirodalmi, Bp., 1958
- Egyszer volt Budán kutyavásár; Móra, Bp., 1972
- Színház; vál., sajtó alá rend., utószó Réz Pál; Szépirodalmi, Bp., 1975
- De kár…; versek, karcolatok, 1978
- Szép Ernő válogatott versei; vál., előszó Zelk Zoltán, életrajz, jegyz. Sinka Erzsébet; Kozmosz Könyvek, Bp., 1978 (A magyar irodalom gyöngyszemei)
- Most szeretnék gyerek lenni; Móra, Bp., 1983
- Járok-kelek, megállok. Szép Ernő válogatott művei; vál., szerk., utószó Tandori Dezső; Kozmosz Könyvek, Bp., 1984 (A magyar irodalom gyöngyszemei)
- Két kezdő bohóc; vál., sajtó alá rend. Réz Pál; Szépirodalmi, Bp., 1985
- Felnőtteknek; Városi Tanács, Hajdúszoboszló, 1988
- Hét szín; vál., szöveggond. Réz Pál; Szépirodalmi, Bp., 1989
- Kispanasz; vál., sajtó alá rend. Benedek Mihály, Márványi Judit; Gondolat–Nyilvánosság Klub–Századvég, Bp., 1992 (Ars scribendi)
- Összegyűjtött versek; utószó Bárdos László; Unikornis, Bp., 1995 (A magyar költészet kincsestára)
- Az Isten is János és más elbeszélések; szöveggond., utószó Hegyi Katalin; Unikornis, Bp., 1998 (A magyar próza klasszikusai)
- Szép Ernő összes versei; összeáll., szerk. Urbán László; Szukits, Szeged, 2003
- Fehér rózsa meg piros rózsa. Válogatott novellák; vál. Réz Pál; Noran, Bp., 2005
- Fiú, leány. Elfeledett drámák; vál., szerk., utószó, jegyz. Győrei Zsolt, szerk. Végh Ildikó; Európa, Bp., 2006
- Natália; Noran, Bp., 2008
- Mátyás király Palotán; Szindbád, Várpalota, 2010

## Fordításai
- Galsworthy: Úriemberek (1920)
- Verneuil: Imádom (1924)
- Bousquet–Armond: A színésznő. Vígjáték (Comédienne); Marton, Bp., 1925 (Marton Sándor színpadi kiadóvállalat könyvtára)
- Tristan Bernard: Jónás, Juci, János (1929)

## Idegen nyelven
- Lila Akazien. Ein altmodischer Roman (Lila ákác); németre ford. Stefan J. Klein; Drei Masken, München, 1922
- Sünden. Ein Buch des Gewissens (Bűneim); németre ford. Stefan J. Klein; Merlin, Heidelberg, 1928
- Marriage for one; angolra ford., előszó Lengyel Emil; Macaulay, New York, 1929
- Autunnale (Ádámcsutka); olaszra ford. Filippo Faber, előszó Balla Ignác; Genio, Milánó, 1936 (Maestri del romanzo)
- Dali dali dal. La bella canzone; olaszra ford. Emilio Marcuzzi; Capelli, Bologna, 1938
- Drei Wochen in 1944 (Emberszag); Panorama, Bécs, 1947
- The smell of humans. A memoir of the Holocaust in Hungary (Emberszag); angolra ford. John Bátki, előszó Tandori Dezső; CEU Press, Bp.–London–New York, 1994
- Abaq adam (Emberszag); újhéberre ford., utószó Avi Dekel; Karmel, Jeruzsálem, 2005
- Die Liebe am Nachmittag. Roman (Ádámcsutka); németre ford. Zeltner Ernő; DTV, München, 2008
- La manzana de Adán (Ádámcsutka); előszó Alejandro Gándara, spanyolra ford. Szijj Mária, Miguel González Trevejo; Lengua de Trapo, Madrid, 2010
- L'odeur humaine (Emberszag); franciára ford. Marc Martin; Cambourakis, Párizs, 2010
- Zerbrochene Welt. Drei Wochen 1944 (Emberszag); németre ford., jegyz. Zeltner Ernő, utószó Paul Lendvai; DTV, München, 2014
- L’odore umano (Emberszag); olaszra ford. Giorgio Pressburger; Jaca book, Milánó, 2016 (Calabuig)

## Elismerése
- Baumgarten-díj (1933)

## Emlékezete
Nevét ma drámaírói díj viseli.

### Lexikonok, életrajzgyűjtemények
- Berényi Zsuzsanna Ágnes: Budapest és a szabadkőművesség. Bp., Szerző, 2005
- Blaha Lujza emlékalbum. Szerk. Porzsolt Kálmán. [Bp.], Blaha Lujza Emlékbizottság, [1927]
- Bodorik Sándor: Mezőtúri életrajzi lexikon. Mezőtúr város pantheonja a kezdetektől máig. Mezőtúr, S-print Reklámiroda, 1999 (Mezőtúri Helytörténeti Füzetek 16.)
- Humorlexikon. Szerk. Kaposy Miklós. Tarsoly Kiadó, Bp., 2001
- Péterné Fehér Mária-Szabó Tamás-Székelyné Kőrösi Ilona: Kecskeméti életrajzi lexikon. Kecskemét, Kecskeméti Lapok Kft.-Kecskemét Monográfia Szerkesztősége, 1992. (Kecskeméti Füzetek 4.)
- Ki-kicsoda? Kortársak lexikona. Béta Irodalmi Rt., [Bp., 1937]
- Kortárs magyar írók 1945–1997. Bibliográfia és fotótár. Szerk. F. Almási Éva. Enciklopédia Kiadó, Budapest, 1997, 2000
- Magyar filmlexikon. Szerk. Veress József. Magyar Nemzeti Filmarchivum, Bp., 2005
- Magyar Nagylexikon. Főszerk. Élesztős László (1–5. k.), Berényi Gábor (6. k.), Bárány Lászlóné (8–) Akadémiai Kiadó, Bp., 1993–
- Magyar Színművészeti Lexikon. Szerk. Erődi Jenő és Kürthy Emil összegyűjtött anyagának felhasználásával... Schöpflin Aladár. [Bp.], Országos Színészegyesület és Nyugdíjintézete, [1929]
- Don Péter: Magyar zsidó históriák. Anekdota lexikon. Szerk. és életrajzi lexikonnal kieg. Raj Tamás. Makkabi, Bp., 1997
- Magyar zsidó lexikon. Szerk. Ujvári Péter. Zsidó Lexikon, Budapest, 1929
- Révai Új Lexikona. Főszerk. Kollega Tarsoly István. Babits, Szekszárd, 1996-
- Új magyar életrajzi lexikon. Főszerk. Markó László. Magyar Könyvklub, Budapest
- Új magyar irodalmi lexikon. Főszerk. Péter László. Akadémiai Kiadó, Bp., 1994
- Zsidó síremlékek Budapesten. Szerk. Haraszti György. Nemzeti Kegyeleti Bizottság, Bp., 2004

### Cikkek
- Devecseri Gábor: Szép Ernőről (Csillag, 1953. 11. sz.)
- Kardos László: Szép Ernő (Irodalmi Újság, 1953. 21. sz.)
- Illés Endre: Szép Ernő (Krétarajzok, Bp., 1957)
- Kellér Andor: Szép Ernő (Beszélő házak, Bp., 1957)

### Online
- Szép Ernő. In: Hegedüs Géza: A magyar irodalom arcképcsarnoka. Interpopulart Könyvkiadó, Szentendre.
- Szerzői oldal. Szép Ernő (1884–1953) Archiválva 2006. november 15-i dátummal a Wayback Machine-ben. HUNLIT, A Magyar Könyvalapítvány Többnyelvű Irodalmi Adatbázisa. Hozzáférés ideje: 2016. február 27.
- Szép Ernő a PORT.hu-n (magyarul)
- Szép Ernő a Hungaricana oldalán. hungaricana.hu (Hozzáférés ideje: 2016. február 27.)
- Szép Ernő a nevpont.hu-n

#### Bibliográfia
- Szép Ernő = Albert TEZLA: Hungarian Authors. A Bibliographcial Handbook, Cambridge (Massachusetts), Harvard University Press, 1970. 125–131. o.
- Szathmáry Györgyné: Szép Ernő. 1884–1953; bev. Szurmay Ernő; Verseghy Ferenc Megyei Könyvtár, Szolnok, 1974 (Verseghy Ferenc Megyei Könyvtár bibliográfiái)

### Nagylemez
- Szép Ernő versei. Elmondja Tandori Dezső; Hungaroton, Bp., 1984 (SLPX 13996)